# Nepenthes bellii
Nepenthes bellii är en tvåhjärtbladig växtart som beskrevs av K. Kondo. Nepenthes bellii ingår i släktet Nepenthes och familjen Nepenthaceae. Inga underarter finns listade i Catalogue of Life.

## Bildgalleri

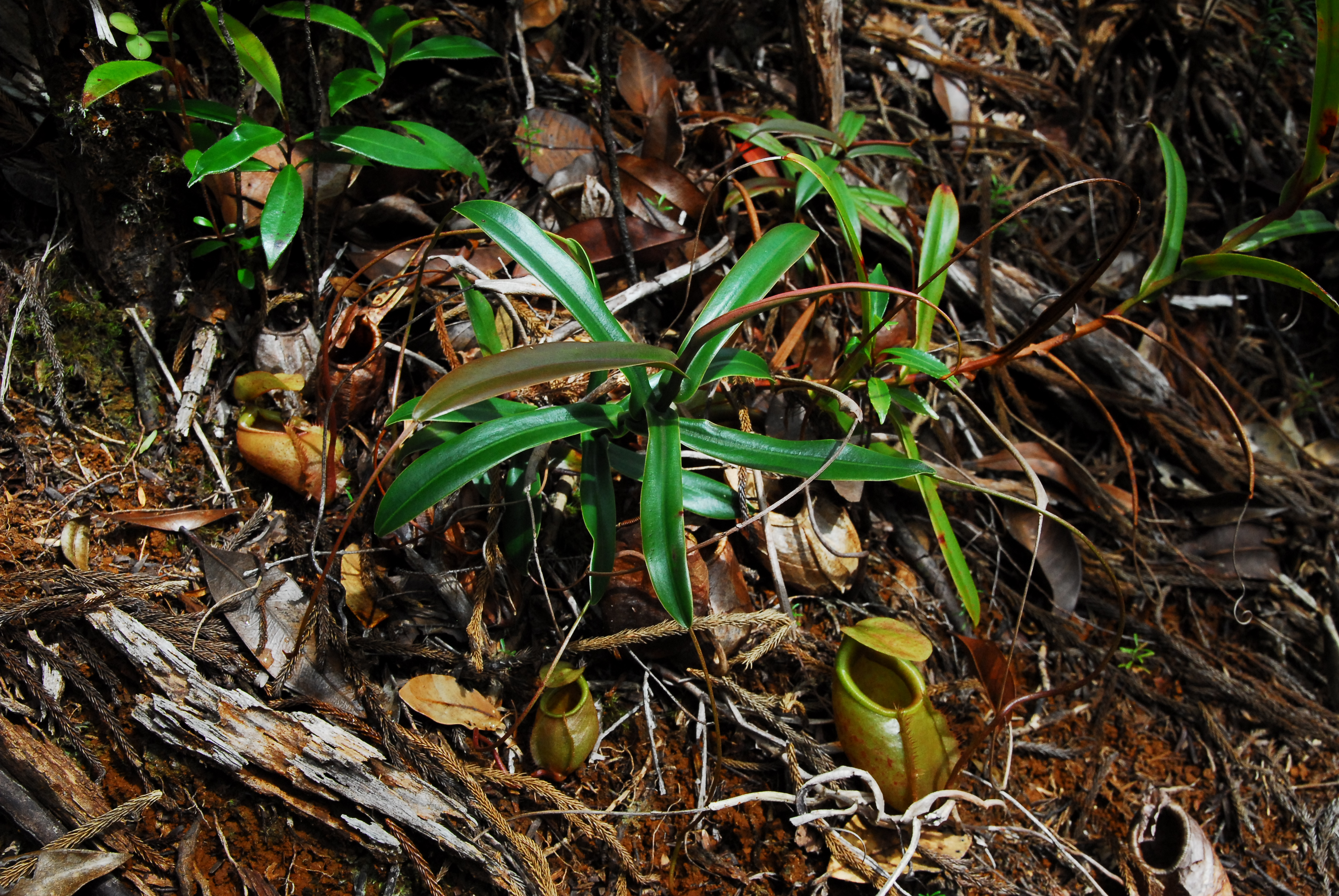